# Museo de Guam
El Museo de Guam (en inglés: Guam Museum) es un museo dedicado a la historia de Guam, un territorio de Estados Unidos en Micronesia. Se proyectó un edificio permanente para albergar la colección del museo en Agaña en 2014.  El Museo de Guam se ha alojado en lugares temporales desde la Segunda Guerra Mundial. 
El Museo de Guam fue fundada por el Puesto 1 de la Legión del Pacífico Medio de Estados Unidos en 1933 en Agaña, Guam (actual Hagåtña).  La Legión estadounidense gestionó el museo desde su creación en 1933 hasta 1936, cuando el control fue transferido a la Armada de los Estados Unidos.  Ese mismo año, el Gobernador de Guam George A. Alexander estableció oficialmente el Museo de Guam como una institución gubernamental a través de una orden ejecutiva. La colección temprana del museo incluye documentos y artefactos a partir del período anterior a la colonización española de la isla. 
Guam fue invadida por los japoneses en diciembre de 1941 y ocupada hasta 1944. El edificio del museo original, junto con toda su colección, fue destruido durante la Batalla de Guam de 1944, en el que las fuerzas estadounidenses recuperaron la isla del control japonés. 